# Eulasia zaitzevi
Eulasia zaitzevi is een keversoort uit de familie Glaphyridae. De wetenschappelijke naam van de soort is voor het eerst geldig gepubliceerd in 1947 door Bogatchev.